# Malik Abubakari
Malik Abubakari, né le 10 mai 2000 à Accra au Ghana, est un footballeur ghanéen. Il joue au poste d'avant-centre au Lyngby BK.

## Biographie

### Débuts au Portugal
Né à Accra au Ghana, Malik Abubakari est formé dans le club du Charity Stars F.C. (en) avant de rejoindre le Portugal et le club du FC Vizela.
Le 5 septembre 2020, il est prêté une saison au Casa Pia AC. Il joue son premier match pour son nouveau club le 13 septembre suivant lors d'une rencontre de championnat face au Leixões SC. Titularisé ce jour-là, il se fait remarquer en inscrivant également son premier but pour le club. Les deux équipes se partagent les points ce jour-là (2-2 score final),. Le 13 mars 2021, il se fait remarquer lors d'une rencontre de championnat face à l'UD Vilafranquense en réalisant un triplé, permettant à son équipe de s'imposer (3-0 score final),.

### Malmö FF
Le 1er juillet 2021, Malik Abubakari est recruté par le Malmö FF où il s'engage pour un contrat courant jusqu'en 2025. Avec Malmö il découvre la Ligue des champions, jouant ses premières minutes dans la compétition lors des tours préliminaires, face au Glasgow Rangers le 3 août 2021. Il entre en jeu à la place d'Antonio Čolak et son équipe l'emporte par deux buts à un ce jour-là. Il est à nouveau utilisé lors de la phase de groupe, notamment face à la Juventus FC le 14 septembre 2021 (défaite 0-3 de Malmö).

### Prêts
Le 31 janvier 2024, Malik Abubakari est prêté au Viborg FF jusqu'à la fin du championnat, soit en juin 2024.

### Lyngby BK
Le 7 août 2024, Malik Abubakari quitte cette fois définitivement le Malmö FF afin de signer au Lyngby BK pour un contrat de trois ans, soit jusqu'en juin 2027.

## Palmarès
Malmö FF
- Svenska Cupen (1) 
  - Vainqueur de la 2021-2022